# Alfa Romeo P3
Alfa Romeo P3 är en tävlingsbil, tillverkad av den italienska biltillverkaren Alfa Romeo mellan 1932 och 1935.

## Utveckling
Bilen var en utveckling av företrädaren P2. Motorn hade växt till 2,6 liter. Den raka åttan bestod av två fyrcylindriga motorblock, matade av var sin Roots-kompressor. Differentialväxeln var monterad direkt bakom växellådan. Därifrån överfördes kraften till bakhjulen via två kardanaxlar. Systemet sades reducera den ofjädrade vikten.
Till säsongen 1934 infördes ett nytt reglemente för Grand Prix racingen, med bland annat ett minimimått för karossens bredd och en maximal torrvikt på 750 kg. Bilen fick därför bredare kaross, samtidigt som motorns slagvolym ökade till 2,9 liter.
Säsongen 1935 fick bilen ett nytt chassi med individuell framvagnsupphängning. Motors förstorades till 3,8 liter.

## Tekniska data
| Tekniska data         | 1932                                             | 1934                                             | 1935                                             |
| --------------------- | ------------------------------------------------ | ------------------------------------------------ | ------------------------------------------------ |
| Motor:                | Frontmonterad 8-cylindrig radmotor               | Frontmonterad 8-cylindrig radmotor               | Frontmonterad 8-cylindrig radmotor               |
| Cylindervolym:        | 2654 cm³                                         | 2905 cm³                                         | 3822 cm³                                         |
| Borrning x slaglängd: | 65 x 100 mm                                      | 68 x 100 mm                                      | 78 x 100 mm                                      |
| Max effekt:           | 215 hk                                           | 255 hk                                           | 330 hk                                           |
| Ventilstyrning:       | 2 överliggande kamaxlar, 2 ventiler per cylinder | 2 överliggande kamaxlar, 2 ventiler per cylinder | 2 överliggande kamaxlar, 2 ventiler per cylinder |
| Överladdning:         | 2 Roots-kompressorer                             | 2 Roots-kompressorer                             | 2 Roots-kompressorer                             |
| Växellåda:            | 4-växlad manuell                                 | 3-växlad manuell                                 | 3-växlad manuell                                 |
| Hjulupphängning fram: | Stel framaxel                                    | Stel framaxel                                    | Individuell, typ Dubonnet                        |
| Fjädring fram:        | Längsgående bladfjädrar                          | Längsgående bladfjädrar                          | Skruvfjädrar                                     |
| Hjulupphängning bak:  | Stel bakaxel                                     | Stel bakaxel                                     | Stel bakaxel                                     |
| Fjädring bak:         | Längsgående bladfjädrar                          | Längsgående bladfjädrar                          | Kantileverfjädring                               |
| Bromsar:              | Hydrauliska trumbromsar                          | Hydrauliska trumbromsar                          | Hydrauliska trumbromsar                          |
| Hjulbas:              | 264 cm                                           | 264 cm                                           | 267 cm                                           |
| Torrvikt:             | Ca 700 kg                                        | Ca 700 kg                                        | Ca 700 kg                                        |
| Toppfart:             | 230 km/h                                         | ? km/h                                           | ? km/h                                           |

## Tävlingsresultat

### Grand Prix 1932
P3:an debuterade halvvägs in på säsongen 1932 i Italiens Grand Prix. Bilen vann sin debuttävling, med Tazio Nuvolari bakom ratten. Nuvolari och Rudolf Caracciola vann ytterligare fem lopp under året.

### Grand Prix 1933
Ekonomiska problem tvingade Alfa Romeo att ställa in tävlandet till säsongen 1933. Enzo Ferrari, som tävlade med äldre Alfor i sitt Scuderia Ferrari, lyckades till slut få tillgång till P3:orna och hans förare Louis Chiron och Luigi Fagioli tog sex segrar i de sista elva loppen för säsongen.

### Grand Prix 1934
Säsongen 1934 hade Ferrari tagit över som Alfas officiella stall.
P3:an uppdaterades, enligt den nya 750 kilos-formeln. Även om Mercedes-Benz dominerade det nyinstiftade europamästerskapet, så var bilen fortfarande konkurrenskraftig.

### Grand Prix 1935
Säsongen 1935 var P3:an hopplöst föråldrad och vann bara några enstaka lopp. Mest spektakulär var Tazio Nuvolaris vinst i Tysklands Grand Prix, då han genom en legendarisk förarinsats lyckades slå silverpilarna på deras hemmaplan i en till synes helt underlägsen bil.
Sedan Ferrari fått nya bilar under 1935, såldes P3:orna till privatförare som fortsatte att tävla med dem. En P3:a deltog i Indianapolis 500 så sent som 1947.